# Тяр
Тяр — река в Томской области России, левый приток Карайги. Устье реки находится в 33 км от устья по левому берегу Карайги. Протяжённость реки 14 км. Течёт в направлении с северо-востока на юго-запад. Высота устья 73 м.

## Данные водного реестра
По данным государственного водного реестра России относится к Верхнеобскому бассейновому округу,
 речной бассейн реки — (Верхняя) Обь до впадения Иртыша,
 речной подбассейн реки — Чулым,
 водохозяйственный участок реки — Чулым от в/п с. Зырянское до устья.
Код водного объекта — 13010400312115200022527.